# Aspar

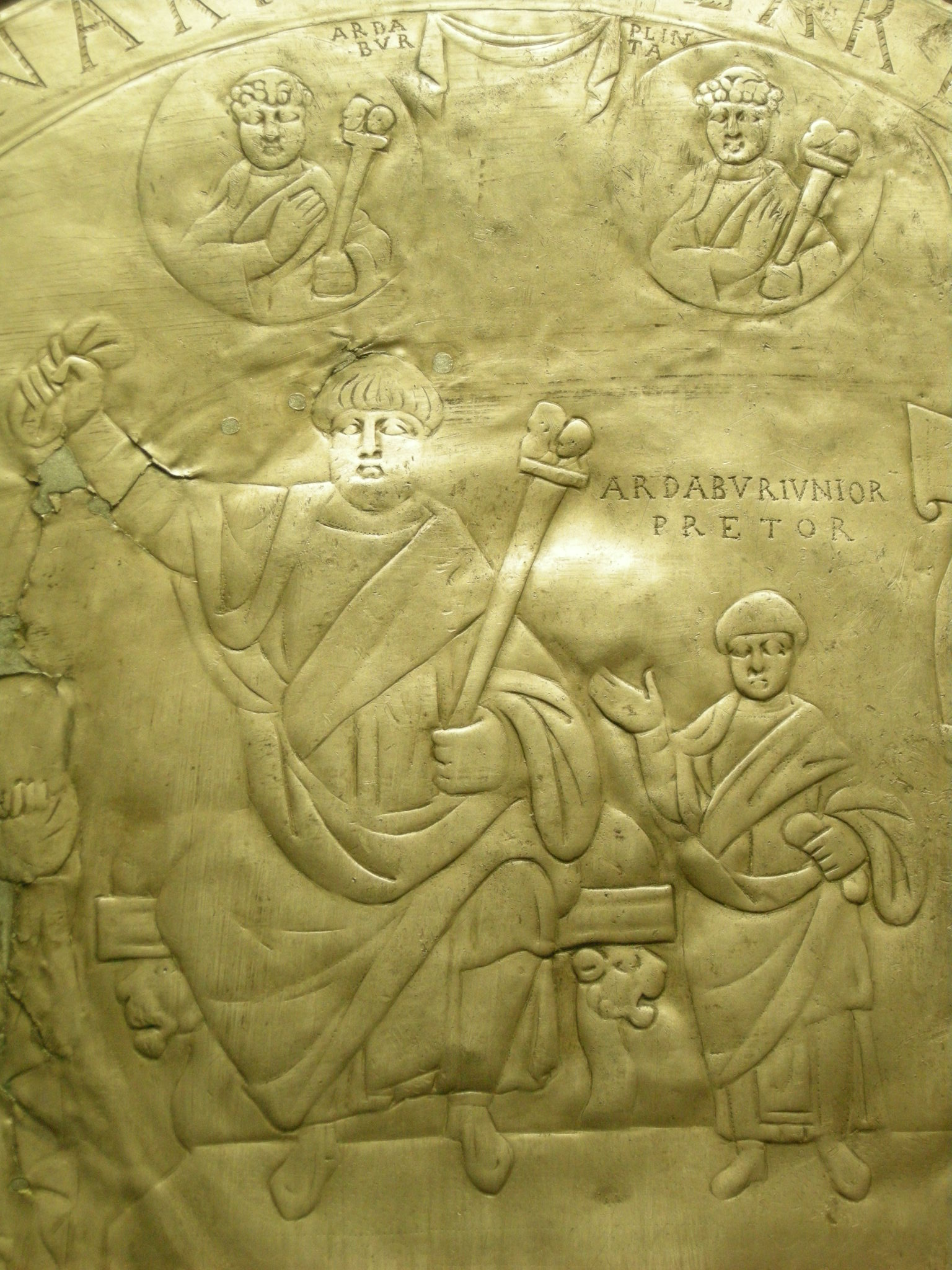
Een detail van de Missorium van Aspar dat Aspar en zijn oudste zoon Ardabur (ca. 434) voorstelt.

Flavius Ardabur Aspar (ca. 400 - 471) was een Romeins patriciër en magister militum ("meester van soldaten") van het Oost-Romeinse leger. Hij was van Alaanse afkomst. Zijn familie oefende gedurende een halve eeuw, van de jaren 420 tot aan zijn dood in 471, grote invloed uit op de Oost-Romeinse keizers van die periode. Dit waren achtereenvolgens Theodosius II, Marcianus en Leo I. 

## Leven
Aspar kan gezien worden als de generalissimo van het Oost-Romeinse Rijk. Hij beheerste het leger en kon daardoor sterke invloed uitoefenen op het politieke leven gedurende een groot deel van de vijfde eeuw. Als keizer Theodosius II zonder erfgenaam komt te overlijden bemoeit Asper zich met de opvolging. Marcianus een officier uit het leger van Aspar wordt als compromisfiguur (tussen Aspar, keizerin Pulcheria en de senaat) tot nieuwe keizer benoemd. Na de dood van Pulcheria en Marcianus draagt Aspar opnieuw een officier uit zijn leger naar voren als keizer in het Oost-Romeinse Rijk. Deze keizer, Leo I probeerde na enige tijd een onafhankelijker koers te varen, los van Aspar. Uiteindelijk slaagde deze keizer  erin Aspar en diens zoon in 471 om het leven te  brengen. 
Aspar had banden met de Ostrogoten, een belangrijk volk binnen het Oost-Romeinse Rijk. Hij was getrouwd met een Ostrogotische vrouw, familie van de latere koning Theodorik de Grote. Deze Theodorik  kreeg onder toezicht van Aspar een opleiding in het Romeinse leger. Aspar had een zoon, Ermanaric, die met een zuster van Theodorik Strabo, een andere belangrijke Ostrogoot, trouwde. Een andere zoon Ardabur bekleedde door invloed van zijn vader een hoge post post in het leger.
De mood op Aspar lokte een Gotische opstand uit, die keizer Leo I alleen kon beëindigen (473) door verschillende concessies te doen aan hun leider Theoderic Strabo - een jaarlijkse betaling van 2.000 pond goud, een keizerlijk generaalschap voor Strabo en erkenning van hem als de enige Gotische leider met wie Constantinopel te maken zou krijgen.